# Rudolf Franz (Radsportler)

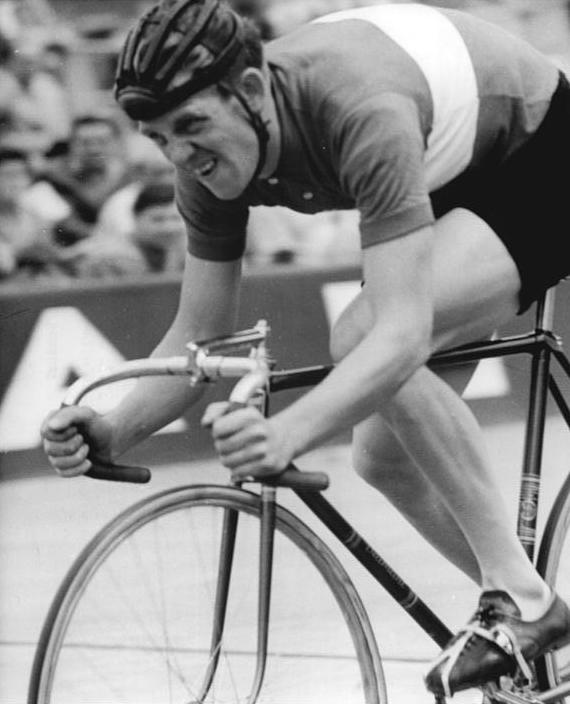
Rudolf Franz, 1961

Rudolf Franz (* 22. Oktober 1937 in Waldenburg, Provinz Niederschlesien; † 17. Dezember 2016) war ein Bahnradsportler aus der DDR.

## Sportliches
Rudi Franz begann mit dem Radsport bei der BSG Motor Zwickau-Süd unter Trainer Erich Zimmermann. Anschließend wechselte er zur BSG Renak Reichenbach. 1959 nahm er an der DDR-Rundfahrt teil und belegte den 63. Platz in der Gesamtwertung. Bald darauf folgte die Delegierung zum SC Karl-Marx-Stadt. Hier stieg er endgültig von der Straße auf die Bahn um und die 4000-Meter-Einerverfolgung wurde zu seiner Spezialdisziplin. Anfänglich wurde Franz beim SC Karl-Marx-Stadt von Herbert Hauswald trainiert, später von Willi Gruß.
Insgesamt wurde Franz viermal Meister der DDR: 1961, 1962 und 1964 in der Einerverfolgung sowie 1965 mit dem SC Karl-Marx-Stadt in der 4000-Meter-Mannschaftsverfolgung (zusammen mit Horst Aurich, Schröder und Sperl). In der Einerverfolgung holte er zudem 1963 den zweiten und 1966 den dritten Platz. Mit dem SC Karl-Marx-Stadt erreichte Franz in der Mannschaftsverfolgung noch fünf dritte Plätze (1963, 1964, 1966, 1967 und 1969).
Das beste internationale Ergebnis von Franz war der vierte Platz in der Mannschaftsverfolgung bei den UCI-Bahn-Weltmeisterschaften 1965 und auch 1966 in identischer Mannschaftsbesetzung mit Erhard Hancke, Siegfried Köhler und Wolfgang Schmelzer. In der Einerverfolgung startete er 1961 und wurde 13. 1968 nahm Franz an den Olympischen Sommerspielen in Mexiko-Stadt teil. In der Mannschaftsverfolgung belegte er mit dem Team der DDR (mit Heinz Richter, Wolfgang Schmelzer und Manfred Ulbricht) den 13. Platz im Vorlauf und verpasste somit den Sprung ins Viertelfinale.

## Berufliches
Nach seiner Laufbahn arbeitete er als Trainer bei seinem Sportclub. Er trainierte u. a. Wolfgang Lötzsch und Matthias Wiegand.

## Privates
1964 heiratete Rudolf Franz die Radsportlerin Andrea Elle.